# Бисерский пруд
Би́серский пруд — пруд на реке Бисер в посёлке Старый Бисер Горнозаводского городского округа Пермского края. Площадь 0,4 км². Создан в 1787 году для работы Бисерского железоделательного завода. Высота над уровнем моря — 247 м. Последняя реконструкция проведена в 1870 году.

## География
Пруд расположен в северной части посёлка Старый Бисер, недалеко места впадения реки Бисер в Койву. Берега в нижней части застроены, в верховьях покрыты лесом. Справа в верховьях впадает река Мёрзлая.

## Морфометрия
Плотина пруда земляная, длиной 300 метров, шириной 15 и высотой 8 метров. Объём 1 770 000 м³, средняя глубина 3,91 м.

## Данные водного реестра
По данным государственного водного реестра России, пруд относится к Камскому бассейновому округу, бассейн реки Кама, подбассейн — Кама до Куйбышевского водохранилища (без бассейнов рек Белой и Вятки), водохозяйственный участок реки — Чусовая от в/п пгт. Кын до устья. Код объекта в государственном водном реестре — 10010100721211100002354.